# Arthrocladium caudatum
Arthrocladium caudatum är en svampart som beskrevs av Papendorf 1969. Arthrocladium caudatum ingår i släktet Arthrocladium, divisionen sporsäcksvampar och riket svampar.   Inga underarter finns listade i Catalogue of Life.